# 單車球

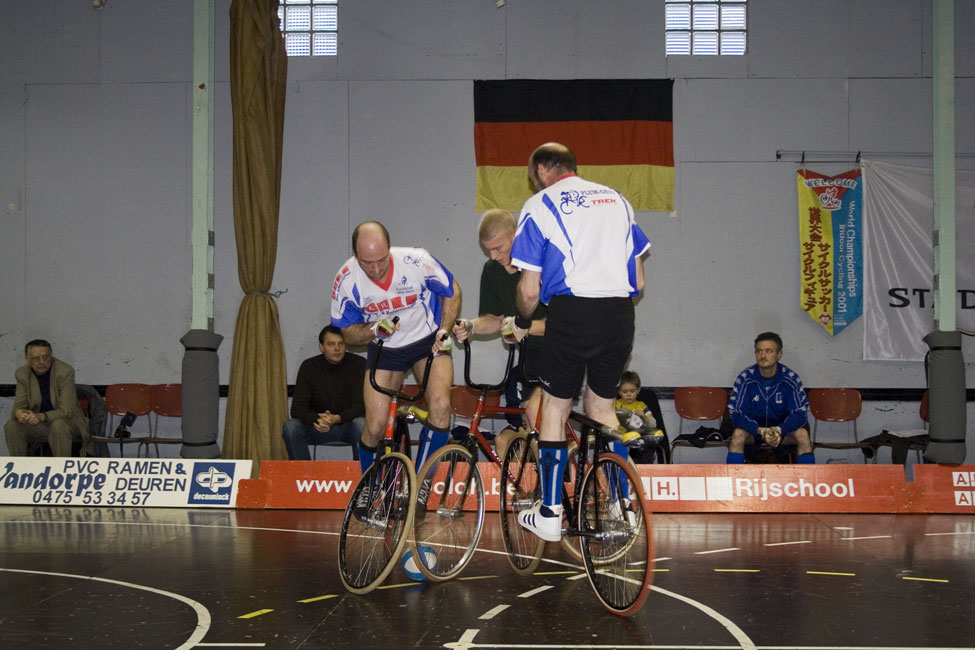
單車球

單車球 (Cycle-Ball)，室內單車運動。單車球是以騎單車的方式進行類似室內曲棍球或足球的運動項目。1893年，由德裔美国人尼古拉斯·爱德华·考夫曼 (Nicholas Edward Kaufmann) 將該運動引入美國。 1929 年，首屆單車球世界锦标赛開幕。
由兩隊各兩位隊員組成，比賽分為上、下半場各7分鐘，運動員同時兼任進攻及防守，以單車的前輪及後輪控球，及把球射進對方龍門得分。